# Nova Šumadija
Malësi e Re en albanais et Nova Šumadija en serbe latin (en serbe cyrillique : Нова Шумадија) est une localité du Kosovo située dans la commune/municipalité de Prizren et dans le district de Prizren/Prizren. Selon le recensement kosovar de 2011, elle compte 742 habitants, tous albanais.

## Démographie

### Évolution historique de la population dans la localité
| 1948 | 1953 | 1961 | 1971 | 1981 | 1991 | 2011 |
| ---- | ---- | ---- | ---- | ---- | ---- | ---- |
| 75   | 72   | 88   | 264  | 519  | 686  | 742  |

|  |